# کتاب‌شناسی خیام
خیّام نوشته‌های علمی و ادبی فراوانی دارد. بسیاری از این نوشته‌ها باقی مانده و برخی نیز گم شده است.

## ریاضیات
- رسالة فی البراهین علی المسائل الجبر و المقابله به زبان عربی، در بارهٔ معادلات درجهٔ سوم.[۱]
- رساله شرح ما اشکل من مصادرات کتاب اقلیدس در مورد خطوط موازی و نظریهٔ نسبت‌ها.[۲]
- رسالهٔ مشکلات الحساب، این اثر باقی نمانده‌است.[۳]
- رساله‌ای در صحت طرق هندسی برای استخراج جذر و کعب[۴]
- رساله در تحلیل یک مسئله(این عنوان نامی است که غلامحسین مصاحب به رساله ای از خیام که موضوع آن تحلیل یک مسئله هندسی به معادلهٔ درجه سوم و حل آن به وسیله قطوع مخروطی است داده‌اند)

## فلسفه
- رساله الجواب عن ثلاث مسائل؛ ضروره التضاد فی العالم، و الجبر، و البقا[۵]
- رساله در علم کلیات وجود (رساله فی کلیه الوجود) معروف به «سلسله الترتیب». این رساله با نام «رساله در مابعدالطبیعه» نیز شهرت دارد.[۶]
- رساله فی الوجود[۷]
- رساله الکون و التکلیف به عربی دربارهٔ حکمت خالق در خلق عالم و حکمت تکلیف که خیام آن را در پاسخ پرسش امام ابونصر محمدبن ابراهیم نسوی در سال ۴۷۳ (هجری قمری) نوشته‌است و او یکی از شاگردان پورسینا بوده و در مجموعهٔ جامع البدایع به اهتمام سید محی الدین صبری بسال ۱۲۳۰ و کتاب خیام در هند به اهتمام سلیمان ندوی سال ۱۹۳۳ میلادی چاپ شده‌است.[۸]
- رساله الضیاء العقلی فی الموضوع العلم الکلی[۹]
- رساله در وقوع خیر و شر

## فیزیک
- رساله میزان‌الحکم. «راه‌حل جبری مسئلهٔ تعیین مقادیر طلا و نقره را در آمیزه (آلیاژ) معینی به وسیلهٔ وزن‌های مخصوص به‌دست می‌دهد.»[۱۰][۱۱]
- مختصر فی الطبیعیات

## نجوم
- زیگ ملکشاهی

## تاریخ
- نوروزنامه، از این کتاب دو نسخه خطی باقی مانده‌است. یکی نسخهٔ لندن و دیگری نسخه برلن.[۱۲]
- رساله در کشف حقیقت نوروز

## جغرافیا
- رساله لوازم‌الامکنه این رساله از بین رفته‌است.

## موسیقی
- "شرح المشکل من کتاب الموسیقی" که رساله "القول علی اجناس الذی بالاربعه" بخشی از آن است.[۱۳][۱۴]

## ادبیات
- رباعیات خیام به زبان فارسی که در حدود ۲۰۰ چارینه (رباعی) یا بیشتر از حکیم عمر خیام است و زائد بر آن مربوط به خیام نبوده بلکه به خیام نسبت داده شده. از تصحیحات مشهورش:
  - طربخانه
  - ترانه‌های خیام
- اشعار عربی خیام که در حدود ۱۹ رباعی آن به‌دست آمده‌است.[۱۵]
- ترجمه خطبه توحیدیه ابن سینا[۱۶]
- وصیت‌نامه

## سایر
- رساله مشکلات ایجاب[۱۷]
- رساله نظام الملک در بیان حکومت
- عیون الحکمه
- رساله معراجیه
- قسطاس المستقیم

او میزان الحکم را دربارهٔ فیزیک و لوازم الامکنه را در دانش هواشناسی نوشت.
نوروزنامه دیگر اثر ادبی اوست، در پدیداری نوروز و آیین پادشاهان ایرانی و اسب و زر و قلم و شراب که در حدود ۴۹۵ هجری قمری نگاشته شده‌است.
کتاب جبر و مقابله خیام با تلاش دانش پژوهان اروپایی در سال ۱۷۴۲ در یکی از کتابخانه‌های لیدن یافته شد. این کتاب را در ۱۸۱۵ تنی چند از دانشمندان فرانسوی ترجمه و منتشر کردند.
رساله فی کلیه الوجود و رساله الاوصاف للموصوفات همان "رساله در علم کلیات وجود" است.